# José Navarro Morenés
José Navarro Morenés   (Madrid, 8 de desembre de 1897 - Madrid, 13 de desembre de 1974) fou un genet madrileny, guanyador de dues medalles olímpiques. Ostentà el títol nobiliari de Conde de Casa Loja.
Va fer estudis militars a l'Acadèmia de Cavalleria de Valladolid, on va descobrir la seva afició per l'hípica. Posteriorment va fer dos cursos a l'Escola d'Equitació Militar.
Va participar, als 26 anys, en els Jocs Olímpics d'Estiu de 1924 realitzats a París (França), on finalitzà vuitè en la prova per equips del concurs de salts i trentè en la prova individual. En els Jocs Olímpics d'Estiu de 1928 realitzats a Amsterdam (Països Baixos) aconseguí guanyar la medalla d'or en la prova per equips al costat de José Álvarez i Julio García, així com cinquè en la prova individual, guanyant així un diploma olímpic, amb el cavall Zapatazo. En els Jocs Olímpics d'Estiu de 1948 celebrats a Londres (Regne Unit), vint anys després de la seva victòria i amb 50 anys, aconseguí guanyar la medalla de plata en la prova per equips i finalitzà desè en la prova individual amb el cavall Quórum.
Com a militar va estar destinat tres vegades, entre 1916 i 1924, a les campanyes de la guerra del Rif al Protectorat espanyol del Marroc. Va entrar en combat amb diversos regiments de cavalleria i va participar en la batalla d'Annual. Pel seu exercici allí va ser ascendit a capità de Cavalleria i li van ser atorgades la Medalla Militar del Marroc i la Creu del Mèrit Militar. De tornada a Espanya va servir a la Guàrdia Reial. En els primers anys de la postguerra va ser tinent d'alcalde del districte madrileny de Chamberí. El 1941 va ser nomenat ajudant de camp de Franco. El 1952 va ser ascendit a coronel de cavalleria.